# Tino Reboli
Tino Reboli (* 9. September 1914 in Newark; New Jersey; † 18. November 1985) war ein US-amerikanischer Radrennfahrer.
Tino Reboli wuchs in der Stadt Newark auf, in der es damals eine landesweit bekannte Radrennbahn gab. 1929 wurde er US-amerikanischer Meister im Straßenrennen der Junioren. 1931 und 1932 wurde er Straßenmeister von New Jersey und qualifizierte sich für die Teilnahme an den Olympischen Spielen 1932 in Los Angeles. Da sich kein Sponsor für die Reisekosten fand, konnte er aber nicht teilnehmen. Daraufhin wurde er Profi. In diesen Jahren fuhr er hauptsächlich Sechstagerennen. Er startete bei 47, von denen er zwei gewann, 1935 in Cleveland mit Alfred Letourneur und 1946 in Chicago mit Erwin Pesek. 1934 fuhr er gemeinsam mit dem 47-jährigen Reggie McNamara dessen 99. Sechstagerennen, während Reboli mit 20 Jahren der Jüngste im Starterfeld war.
Zweimal – 1938 und 1939 – wurde Reboli zudem US-amerikanischer Meister im Steherrennen. Diese Meisterschaften wurden mit internationaler Beteiligung ausgetragen. 1947 trat er vom Leistungsradsport zurück. 